# Gasteroda
Gasteroda ist eine zum Ortsteil Vitzeroda der Stadt Werra-Suhl-Tal im Wartburgkreis in Thüringen (Deutschland) gehörende Kleinsiedlung. Der Ort besteht heute nur noch aus einem einzigen Gehöft und ist seit der DDR-Zeit eine Teilwüstung.

## Lage
Gasteroda befindet sich sechs Kilometer südlich von Berka und etwa zwei Kilometer nordöstlich der Stadt Heringen (Werra) unmittelbar an der Landesgrenze zu Hessen.
Nordwestlich des Ortsteils markiert der Berg „Langenberg“ die Gemarkungsgrenze und bildet einen Grenzpunkt der hessisch-thüringischen Landesgrenze. Der Grenzpunkt ist die höchste Erhebung von Gasteroda, seine Höhe beträgt 327,3 m ü. NN.

## Geschichte
Gasteroda wurde 1383 erstmals erwähnt.
Der Ort gehörte zunächst als Rodungssiedlung zum ehemaligen Pfarrdorf Heiligenroda in der Vogtei Kreuzberg, dieses wurde nach der Zwangsräumung (um 1975) eine Wüstung in der Flur Oberzella an der hessisch-thüringischen Landesgrenze. Als erste namentlich bekannte Besitzer der Höfe von Gasteroda und Heiligenroda werden die Herren von Benhausen erwähnt, die in der 1383 erstellten Urkunde diese Besitzungen dem Kloster Kreuzberg übergeben. 1553 erwarb der hessische Landgraf Philipp I. die Dörfer Vitzeroda, Abteroda und Gasteroda. Sie wurden dem Gericht Heringen im Amt Friedewald zugeordnet.
Nach den Bestimmungen des Wiener Kongresses gelangten die Orte Vitzeroda, Abteroda und Gasteroda 1816 vom Kurfürstentum Hessen-Kassel an das Großherzogtum Sachsen-Weimar-Eisenach.
Obwohl seitdem staatsrechtlich eine thüringische Gemeinde, blieb noch fast 80 Jahre die kirchliche und schulische Zuständigkeit für die Einwohner seitens der hessischen Parochie Heringen bestehen. Auf vielfache Bitte seitens der Bevölkerung reagierte die Weimarer Regierung und unterzeichnete im Februar 1894 einen Staatsvertrag zum Übertritt der Gemeindekirchenmitglieder von Vitzeroda, Abteroda und Gasteroda zur Parochie Gospenroda.
Infolge der deutschen Teilung befand sich Gasteroda bis 1990 im 500-m-Schutzstreifen des Sperrgebietes im Grenzgebiet der DDR zur BRD. Die Kleinsiedlung wurde nach und nach verlassen, im Herbst 1989 war nur noch ein Gehöft bewohnt.
Wie auch Abteroda wurde Gasteroda am 1. Juli 1950 nach Vitzeroda eingemeindet. Durch die Thüringer Verordnung vom 16. Februar 1994 erfolgte die Eingliederung in die Stadt Berka/Werra. Diese ging zum 1. Januar 2019 in der Stadt Werra-Suhl-Tal auf.

## Verkehr
Nach der Wiedervereinigung wurden die alten Verkehrsanbindungen wiederhergestellt, der Ort ist nach der 1,5 km entfernten Stadt Heringen (Werra) über den Kommunalweg Füllerodaer Straße und die hessische Landesstraße L 3172 angebunden. Über den hessischen Ortsteil Widdershausen und Dankmarshausen in Thüringen sowie Obersuhl gelangt man zur Autobahnauffahrt Wildeck/Obersuhl. In Obersuhl befindet sich auch ein Haltepunkt der Cantusbahn auf der Regionalstrecke Bebra–Gerstungen–Eisenach.